# مديرية المسيمير

تعديل مصدري - تعديل

مديرية المسيمير إحدى مديريات محافظة لحج في اليمن. تقع على ضفاف وادي تبن الاعلى ، يحدها من الشرق مديريةالملاح وردفان ومن الشمال مديرية الازارق التابعه لمحافظة الضالع ومديرية ماويه التابعه لمحافظة تعز ومن الغرب مدينة كرش ومن الجنوب مديرية تبن بلغ عدد سكانها 26558 نسمة عام 2004.
تمتاز بالزراعة وتتمثل بزراعه المانجو والليمون والموز والجوافة وتشتهر باجود انواع القات الحوشبي
يوجد فيها الكثير من المعادن والأحجار الكريمة ويقع مصنع اسمنت الوطنية في مديرية المسيمير

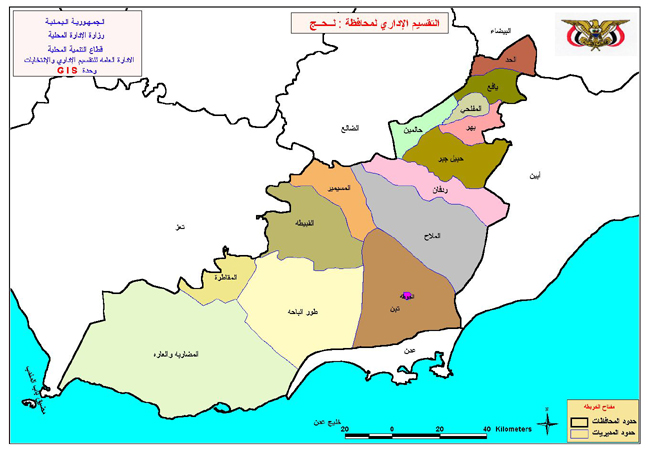
موقع مديرية المسيمير في محافظة لحج